# Dehaasia hainanensis
Dehaasia hainanensis är en lagerväxtart som beskrevs av André Joseph Guillaume Henri Kostermans. Dehaasia hainanensis ingår i släktet Dehaasia och familjen lagerväxter. Inga underarter finns listade i Catalogue of Life.